# Бунимович, Евгений Абрамович
Евге́ний Абра́мович Бунимо́вич (род. 27 мая 1954, Москва) — Поэт, педагог, журналист, правозащитник и общественный деятель. Депутат Московской городской Думы II, III, IV, VII созывов, председатель комиссии по образованию, Уполномоченный по правам ребёнка в Москве (2009—2019). 

## Биография
Родился в Москве. Отец — профессор МГУ Абрам Исаакович Бунимович. Мать — учитель математики Раиса Ефимовна Бунимович. Брат — доктор физико-математических наук Леонид Бунимович, с начала 1990-х годов проживает в США.
В 1970 году окончил московскую физико-математическую школу № 2 (ныне — лицей «Вторая школа»). В 1975 году окончил механико-математический факультет МГУ им. Ломоносова. Кандидат педагогических наук (Тема диссертации «Методическая система изучения вероятностного-статистического материала в основной школе», 2004). В 1976—2007 работал учителем математики, зав. кафедрой математики, физики, информатики экспериментальной гимназии № 710 Академии педагогических наук СССР. В 1986—2001 — вице-президент Российской ассоциации учителей математики. С 2002 по 2006 — член Президиума Федерального экспертного совета по образованию. С 2012 член федерального научно-методического совета по государственной итоговой аттестации (ГИА) по математике.
Главный редактор научно-методических журналов «Математика в школе», «Математика для школьников» (с 2009 г.), электронного журнала «Фрактал» (2012—2016). Автор многих школьных учебников, задачников и методических пособий по математике, а также статей по вопросам образования и воспитания. Инициатор включения вероятностно-статистической линии в школьный курс математики в стране.
Заслуженный учитель России (1995), лауреат Премии Правительства РФ в области образования (2006).
В 1997 году был избран в Московскую городскую Думу (фракция «Яблоко — Объединённые демократы»), начав избирательную кампанию после личного разговора с Григорием Явлинским. По собственному признанию, в политику пошёл под влиянием Юрия Щекочихина, с которым дружил. 
С 1997 по 2009 г. и с 2019 по 2024 г. — депутат Думы II, III, IV, VII созывов. В 1997—2001 — координатор по вопросам культуры, искусства и образования МГД. В 2001— 2009 — председатель Комиссии по науке и образованию МГД, зам. председателя комиссии по культуре МГД. В 2019— 2024 — председатель Комиссии по образованию МГД.
Один из авторов московских законов о развитии образования, о профессиональном образовании, об образовании детей с ограниченными возможностями по здоровью, об охране памятников истории и культуры, о безбарьерной среде для инвалидов и др. Инициатор проведения в Москве Дней исторического и культурного наследия (с 2000). Инициатор создания Комиссии по правам человека при Мэре Москвы (2004), а затем принятия Закона об Уполномоченном по правам человека в Москве и создания соответствующей структуры (2009).
Член политического комитета партии «Яблоко».
В 2009—2019 — Уполномоченный по правам ребёнка в городе Москве.
В 2012—2015 — председатель Координационного совета Уполномоченных по правам ребёнка Центрального Федерального округа РФ. С 2012 по 2018 гг. — член Экспертного совета при Правительстве РФ.
В 2018—2021 — член Совета при Президенте РФ по реализации государственной политики в сфере защиты семьи и детей

## Творческая деятельность
В 1970-х с С. Гандлевским, А. Цветковым, А. Сопровским, Б. Кенжеевым и др. — в литературной студии МГУ Игоря Волгина, c 1980 — с А. Парщиковым, И. Ждановым, А. Ерёменко, Н. Искренко, Ю. Арабовым и др. — в поэтической студии Кирилла Ковальджи. Один из основателей московского независимого Клуба «Поэзия» (1986). В СССР в те годы стихи Бунимовича воспринимались как неприемлемый авангард и не печатались, но они публиковались за рубежом, их читали в эфире ряда радиостанций, осуществлявших вещание на СССР.
Первая книга стихов издана в Париже (1990), за ней последовали сборники стихов в России, а также книги прозы, статей, эссе. Стихи печатались во многих странах мира в переводах на английский, французский, немецкий, голландский, китайский, арабский, испанский, польский, сербский, румынский, болгарский, узбекский. Проза — в переводах на английский, французский, голландский, финский, казахский.
Участник поэтических фестивалей в России, Франции, Бельгии, Италии, Германии, Великобритании, США, Сербии, Канаде, Украине, Китае.
Длительное время работал обозревателем в Новой Газете.
В 2003 инициировал появление литературной премии Московский счёт, призванной отражать коллективную оценку событий в поэтической жизни Москвы сообществом московских поэтов.
Инициатор и президент международного фестиваля «Биеннале поэтов в Москве» (проводится с 1999), редактор-составитель антологий современной русской поэзии, вышедших в Бельгии (1994), Франции (2005), Канаде (2005), США (2007).
Вице-президент Русского ПЕН-центра (2014—2017).
Куратор (совместно с Даниэлем Бирнбаумом, Швеция) и участник международного поэтического проекта «Making Words» в основной программе 53-й Венецианской Биеннале современного искусства (2009).
В Брюсселе в районе Моленбек брусчатка километра набережной выложена строками стихов Евг. Бунимовича на четырёх языках (русский, французский, фламандский, арабский) — проект голландского художника Анри Якобса (Henri Jakobs) (2010).
Книга стихов «Естественный отбор» (1999, 2001) — книга года по версии литературного приложения «Независимой газеты» «Ex libris», Премия Москвы в области литературы и искусства.
Книга стихов и эссе «Ежегодник» (ОГИ, 2006) — книга года по версии газеты «Книжное обозрение».
Книга стихов «Линия отрыва» (Новая газета, 2010) — диплом премии «Лучшая поэтическая книга года».
Документальная повесть «Девятый класс. Вторая школа» (Corpus, 2012) — премия журнала «Знамя», номинация премии «Нос», шорт-лист премии «Ясная поляна».
Книга стихов «Когда заасфальтировали небо» («Время», 2014) — Премия «Венец» Союза писателей Москвы, шорт-лист национального конкурса «Книга года-2014».
Книга документальной прозы «Вкратце жизнь» (Corpus, 2015) — книга года по версии литературного приложения «Независимой газеты» «Ex libris».
Документальная повесть «Выбор. Записки внезапного депутата» (2015) — премия журнала «Октябрь».
В декабре 2022 года  Евгений Бунимович вышел из оргкомитета премии «Московский счёт».

## Проекты в СМИ
С 1996 по 2016 год был обозревателем «Новой газеты», ведущим авторской колонки. За цикл статей в 1997 году получил Премию Союза журналистов России. На основе публикаций в «Новой газете» и других изданиях выпустил три книги статей и эссе.
Один из создателей программы «Достояние республики» на телеканале «Культура», в которой с 2003 по 2006 год был постоянным экспертом (программа удостоена Премии «ТЭФИ» в номинации «Журналистское расследование», 2004).
В 2004—2007 гг. — ведущий еженедельной программы «Писательские диалоги с Евгением Бунимовичем» на радио «Маяк».

## Награды и премии
- Заслуженный учитель России (1995)[2].
- Премия Союза журналистов России за цикл статей о проблемах образования в «Новой газете» (1997).
- Медаль К. Д. Ушинского Министерства образования РФ (2001).
- Премия города Москвы в области литературы и искусства за книгу стихов «Естественный отбор» (2002)[24].
- Кавалер ордена Академических пальм (2002, Франция).
- Премия «ТЭФИ» в номинации «Журналистское расследование» программе «Достояние республики» канала «Культура» (2004)[25].
- Премия Правительства РФ в области образования (2006)[3].
- Почётный знак Московской городской Думы «За заслуги в развитии законодательства и парламентаризма» (2008).
- Диплом премии «Лучшая поэтическая книга года» за книгу стихов «Линия отрыва» (2010).
- Премия журнала «Знамя» за документальную повесть «Девятый класс. Вторая школа» (2012).
- Премия «Крылья аиста» за вклад в развитие семейного устройства детей-сирот в Москве (2015)[26].
- Премия журнала «Октябрь» за документальную повесть «Выбор. Записки внезапного депутата» (2015).
- Премия «Венец» Союза писателей Москвы за книгу стихов «Когда заасфальтировали небо» (2015).
- Медаль «За верность профессии» Независимой ассоциации педагогов (2017)[27].
- Благодарность Президента РФ «За заслуги в защите прав и законных интересов несовершеннолетних» (2018)[28].
- Премия «Лучшая поэтическая книга года» за книгу стихов «Sala de aşteptare: poeme», (Яссы, Румыния, 2020)

## Избранные публикации

### Сборники стихов
1. Бунимович Е.А. Просто нет такого города Парижа. Paris, AMGA, 1990. ISBN Z-906549-07-x
2. Бунимович Е.А. Потому что живу. (Клуб «Поэзия». Серия А). М.: АСИ, 1992.
3. Вечера в Музее Сидура: [сборники стихов] / Московский государственный музей Вадима Сидура. — Москва : Московский государственный музей Вадима Сидура, 1994—1998. — 1994, вып. 1: Стихи / Евгений Бунимович. — 1994.
4. Бунимович Е.А. Естественный отбор. — М.: Владом, 1999
5. Бунимович Е.А. Естественный отбор : стихи прошлого века. — М.: МИПКРО, 2001. - 155, [4] с.; 21 см.; ISBN 5-754900-59-7
6. Бунимович Е.А. La salle d’attente/Зал ожидания. — Paris, Lettres russes, 2002.
7. Бунимович Е.А. Ежедневник. - Москва : ОГИ, 2006. - 277, [10] с.; 21 см. —  (серия "Твердый переплет" : ТП).; ISBN 5-94282-338-3
8. Бунимович Е.А. Molembeek.Palimpseste/ Моленбек.Палимпсест. — М. Брюссель/М., 2007.; ISBN 5-90215-326-9
9. Бунимович Е.А. Стихи. —  М., Союз писателей Москвы, 2008. (Библиотечка поэзии СПМ).; ISBN 978-5-255-016-771-5
10. Бунимович Е.А. Линия отрыва. — М.: Новая газета, 2009.; ISBN 978-5-91400-010-0
11. Бунимович Е.А. Избранное. Издательство. Аванта+, 2010. (Серия "Поэтическая библиотека").; ISBN 978-5-98986-267-2
12. Бунимович Е.А. Replique/Реплика. — Paris, Lettres russes, 2014.; ISBN 978-2-9529386-6-2
13. Бунимович Е.А. Когда заасфальтировали небо. — М.: Время, 2014.; ISBN 978-5-9691-1202-5

### Переводы на иностранные языки
1. Evgeny Bunimovich. Bilingual Poetry Collection: translated to English by John High and Patrick Henry (Russian Word Without Borders) — New York, KRiK PubliShing House, 2015. ISBN 978-0-6924-3267-9
2. Sala de aşteptare: poeme / Cоставление и перевод на румынский Valeriu Stancu. — România, Iași: CronEdit, Editura Stiinta, 2020.

### Проза
1. Бунимович Е.А. Уроки и перемены. Статьи и эссе, опубл. в "Новой газете". — М.: ЯБЛОКО, 1999/2000.
2. Бунимович Е.А. Вверх по лестнице, которой нет. — М.: ЭПИцентр АЯКС, 2001.; ISBN 978-5-89069-053-1
3. Бунимович Е.А. Девятый класс. Вторая школа. Книга воспоминаний. — М.: АСТ, Corpus, 2012; ISBN 978-5-17-077207-0
4. Бунимович Е.А. Вкратце жизнь. Автобиографические заметки. — М.: АСТ, Corpus, 2015. — 320; ISBN 978-5-17-089873-2
5. Бунимович Е.А. Выбор. Записки внезапного депутата. 1-е изд. — М.: Новая газета, 2016; ISBN 978-5-91147-025-8
6. Бунимович Е.А. Время других. — М.: Новое литературное обозрение, 2024; ISBN 978-5-4448-2577-8

### Учебники и учебные пособия
1. Основы статистики и вероятность. 5-9 классы : пособие для общеобразоват. учреждений / Е. А. Бунимович, В. А. Булычев. - Москва : Дрофа, 2004 (АО Моск. учеб. и Картолитография). - (Темы школьного курса. Математика).; ISBN 5-7107-8559-8
2. Вероятность и статистика. 5-9 классы : пособие для общеобразовательных учреждений / Е. А. Бунимович, В. А. Булычев. - 5-е изд., стер. - Москва : Дрофа, 2007.  - (Темы школьного курса. Математика) (Учимся решать задачи).; ISBN 978-5-358-03271-2
3. Основы статистики и вероятность. 5-11 классы : пособие для общеобразовательных учреждений / Е. А. Бунимович, В. А. Булычев. - Москва : Дрофа, 2008. - 286 с. : ил., табл.; 20 см. - (Темы школьного курса. Математика).; ISBN 978-5-358-04884-3
4. Алгебра. 7 класс = Алгебра. 7 : учебник для общеобразовательных учреждений / [Г. В. Дорофеев и др.] ; под ред. Г. В. Дорофеева. - Москва : Просвещение, 2013. - (Академический школьный учебник / Российская акад. наук, Российская акад. образования, Изд-во "Просвещение").; ISBN 978-5-09-027747-1
5. Математика. 5 класс : учебник для общеобразовательных организаций / [Г. В. Дорофеев, И. Ф. Шарыгин, С. Б. Суворова и др.]. - 8-е изд. - Москва : Просвещение, 2019.; ISBN 978-5-09-071724-3
6. Математика. 6 класс  : учебник для общеобразовательных организаций / [Г. В. Дорофеев, И. Ф. Шарыгин, С. Б. Суворова и др.]. - 8-е изд. - Москва : Просвещение, 2019.; ISBN 978-5-09-071725-0
7. Алгебра. 8 класс = Алгебра. 8 : учебник для общеобразовательных организаций / [Г. В. Дорофеев, С. Б. Суворова, Е. А. Бунимович и др.]. - 7-е изд., перераб. - Москва : Просвещение, 2019. - (Академический школьный учебник / Российская акад. наук, Российская акад. образования, Изд-во "Просвещение").; ISBN 978-5-09-071889-9
8. Алгебра. 9 класс = Алгебра. 9 : учебник для общеобразовательных организаций / [Г. В. Дорофеев, С. Б. Суворова, Е. А. Бунимович и др.]. - 7-е изд., перераб. - Москва : Просвещение, 2019. - 336 с. : ил., табл.; 22 см.; ISBN 978-5-09-071890-5 : 25000 экз.
9. Алгебра : сборник заданий для подготовки к итоговой аттестации в 9 классе / Кузнецова Л. В., Суворова С. Б., Бунимович Е. А. и др. - 2-е изд. - Москва : Просвещение, 2007 (Смоленск : Смоленский полиграфкомбинат). - 190 с.; 22 см. - (Итоговая аттестация).; ISBN 5-09-015823-1
10. Алгебра : сборник заданий для подготовки к итоговой аттестации в 9 классе / [Л. В. Кузнецова и др.]. - 3-е изд. - Москва : Просвещение, 2008 (Саратов : Саратовский полиграфкомбинат). - 190, [1] с. : ил.; 21 см. - (Итоговая аттестация).; ISBN 978-5-09-018146-4
11. Алгебра : сборник заданий для подготовки к государственной итоговой аттестации в 9 классе. - 4-е изд., перераб. - Москва : Просвещение, 2009. - 239 с.; 22 см. - (Государственная итоговая аттестация).; ISBN 978-5-09-018984-2
12. Алгебра : сборник заданий для подготовки к государственной итоговой аттестации в 9 классе / [Л. В. Кузнецова и др.]. - 5-е изд. - Москва : Просвещение, 2010. - 239 с.; 22 см. - (Государственная итоговая аттестация).; ISBN 978-5-09-022180-1
13. ГИА-2009: экзамен в новой форме. Алгебра. 9 класс : тренировочные варианты экзаменационных работ для проведения государственной итоговой аттестации в новой форме / [авт.-сост.: Л. В. Кузнецова, Е.А. Бунимович и др.]. - Москва : АСТ : Астрель, 2008. - (Федеральный институт педагогических измерений).; ISBN 978-5-17-054455-4
14. Russian mathematics education, edited by A.Karp, B. Vogeli, Columbia University, Vol.5 — NY, USA: World Scientific ISBN 978-981-4322-70-6
15. Математика. Арифметика. Геометрия. 5 класс = Математика. Арифметика. Геометрия. 5 [Текст] : учебник для общеобразовательных учреждений с приложением на электронном носителе / [Е. А. Бунимович и др.]. - 2-е изд. - Москва : Просвещение, 2013. + 1 CD-ROM. - (Сферы) (Академический школьный учебник / Российская акад. наук, Российская акад. образования, Изд-во "Просвещение").; ISBN 978-5-09-029556-7
16. Математика. Арифметика. Геометрия. 6 класс : учебник для общеобразовательных учреждений / [Бунимович Е. А. и др.]. - Москва : Просвещение, 2010. - (Академический школьный учебник / Российская акад. наук, Российская акад. образования, Изд-во "Просвещение") (Сферы).; ISBN 978-5-09-019584-3
17. Алгебра. 7 класс : учебник для общеобразовательных организаций / Е. А. Бунимович, Л. В. Кузнецова, С. С. Минаева [и др.]. - Москва : Просвещение, 2019. - (Сферы) (ФГОС).; ISBN 978-5-09-072183-7
18. Алгебра. 8 класс : учебное пособие для общеобразовательных организаций / [Е. А. Бунимович, Л. В. Кузнецова, С. С. Минаева и др.]. - Москва : Просвещение, 2017. - (Сферы 1-11).; ISBN 978-5-09-051791-1
19. Алгебра. 9 класс : учебник для общеобразовательных организаций / [Бунимович Е. А., Кузнецова, Л. В., Минаева С. С. и др.]. - Москва : Просвещение, 2019. - (Сферы).; ISBN 978-5-09-072185-1
20. Право знать! Правовые квесты. Учебно-методическое пособие. Выпуски 1, 2, 3, 4, 5, 6, 7, 8 — Е. А. Бунимович, Ю. В. Куракина, Е. В. Питько [и др.] ; Департамент образования г. Москвы, Государственное автономное образовательное учреждение высшего образования г. Москвы "Московский городской педагогический университет" (ГАОУ ВО МГПУ), Юридический институт. - Москва : Книгодел, 2017-2022
21. Математика. Вероятность и статистика. 7 класс : Вероятность и статистика. 7 класс : углублённый уровень : учебник / Е. А. Бунимович, В. А. Булычев. - 2-е изд., стер. - Москва : Просвещение, 2025. - (ФГОС).; ISBN 978-5-09-120847-4
22. Математика. Вероятность и статистика. 8 класс : Вероятность и статистика. 8 класс : углублённый уровень : учебник / Е. А. Бунимович, В.А. Булычев. - 2-е изд., стер. - Москва : Просвещение, 2025. - (ФГОС).; ISBN 978-5-09-121215-0
23. Математика. Вероятность и статистика. 9 класс : Вероятность и статистика. 9 класс : углублённый уровень : учебник / Е. А. Бунимович, В. А. Булычев. - 2-е изд., стер. - Москва : Просвещение, 2025. - (ФГОС).; ISBN 978-5-09-121216-7
24. Математика. Вероятность и статистика. 10 класс : базовый и углублённый уровни : учебное пособие / Е. А. Бунимович, В. А. Булычев. - Москва : Просвещение, 2023. - (ФГОС).; ISBN 978-5-09-110022-8
25. Математика. Вероятность и статистика. 11 класс : Вероятность и статистика. 11 класс : базовый и углублённый уровни : учебное пособие : 12+ / Е. А. Бунимович, В. А. Булычев. - Москва : Просвещение, 2023. - (ФГОС).; ISBN 978-5-09-110023-5 : 2000 экз.